# Montagu Allan

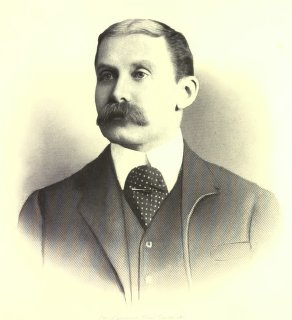
Montagu Allan, 1904

Sir Hugh Andrew Montagu Allan (* 13. Oktober 1860 in Montreal; † 26. September 1951 ebenda) war ein kanadischer Bankier, Schiffseigner und Sportförderer, der den Allan Cup, eine kanadische Eishockeytrophäe, stiftete.

## Leben
Montagu Allan war der zweite Sohn von Sir Hugh Allan (1810–1882) und dessen Frau Matilda Caroline Smith (1825–1881). Er war eines von insgesamt dreizehn Kindern. Die Familie stammte ursprünglich aus Schottland und hatte es in Quebec zu Wohlstand und Einfluss gebracht.
Ursprünglich unter seinem ersten Namen Hugh bekannt, gebrauchte er ab 1878 seinen dritten Namen, um Verwechslungen mit seinem Cousin Hugh Andrew Allan (1857–1938) zu vermeiden. Allan studierte an der Bishop's College School in Lennoxville und später in Paris, bevor er die Schiffsgeschäfte seines Vaters, die Allan Line, übernahm und dort später Vorstand wurde.
Am 13. Oktober 1893 heiratete er Marguerite Ethel Mackenzie (1873–1957). Aus der Ehe gingen vier Kinder hervor:
- Marguerite Martha (1895–1942), gründete das Montreal Repertory Theatre
- Hugh Allan III (1897–1917)
- Anna Marjory (1898–1915)
- Gwendolyn Evelyn (1900–1915)

Am 7. Mai 1915 war Lady Marguerite Allan mit den beiden jüngeren Töchtern (Anna, 16 und Gwen, 15) an Bord des britischen Ozeandampfers Lusitania, der vor der irischen Küste von einem deutschen U-Boot durch Torpedobeschuss versenkt wurde. Marguerite sprang mit den Töchtern und den beiden Dienstmädchen vom Bootsdeck ins Wasser und zog sich mehrere Brüche zu, als sie auf Wrackteilen landete. Sie überlebte, aber die beiden Töchter ertranken. Annas Körper wurde nie gefunden, Gwendolyns wurde am nächsten Tag aufgefunden und nach Montreal überführt, um dort im Familiengrab beigesetzt zu werden.
Zwei Jahre nach dieser Tragödie forderte der Krieg ein weiteres Opfer innerhalb der Familie, als der Sohn Hugh Allan III, Pilot bei der Royal Naval Air Service, über feindlichen Linien abgeschossen wurde.
Montagu Allan war im Aufsichtsrat verschiedener großer Unternehmen wie der Canada Steamship Lines Inc., Royal Trust Company, Ogilvie Flour Mills Co. und Montreal Light, Heat and Power. Zudem war er Direktor und Präsident der Merchants Bank of Canada.
Privat war Allan sportlich sehr aktiv und gehörte verschiedenen Sportclubs an. Er war Eigentümer eines Pferderennstalls. Seine Pferde gewannen häufig die Queen’s Plates, Kanadas wichtigstes Galopprennen. Da er auch den Eishockeysport außergewöhnlich förderte wurde er bei Gründung der Hockey Hall of Fame 1945 mit der Aufnahme in diese geehrt.
Allan wurde 1906 durch König Edward VII. zum Knight Bachelor erhoben und in späteren Jahren auch mit dem Commander of the Royal Victorian Order (CVO) ausgezeichnet.
Montagu Allan und seine Frau sind auf dem Friedhof Mont-Royal neben ihren Töchtern beigesetzt.